# Novo Cinema
Novo Cinema ist eine Filmrichtung im portugiesischen Film ab 1962.

## Geschichte

### Vorgeschichte
Nach einer von Komödien dominierten Hochphase der Filmproduktion in Portugal der 1930er bis 1950er Jahre, fanden die etablierten Filmschaffenden des Landes keine Antworten auf die sich verschlechternde gesellschaftliche Stimmung im Land und die starre Haltung des Diktators Salazar inmitten der sich verändernden Welt. Das aufkommende Fernsehen (1956 Start der Rádio e Televisão de Portugal/RTP) war ein weiterer Grund für das schwindende Publikumsinteresse besonders am heimischen Kinofilm. Manuel Guimarães hatte sich vergeblich bemüht, auch anspruchsvollere Filme für das breite Publikum zu produzieren. Die Filmproduktion des Landes ging weiter zurück. Zusätzlich erschwerte die Zensur das Entstehen innovativer Drehbücher für die jungen Regisseure, die in der erstarkenden Filmklub-Bewegung des Landes kritische Diskussionen und den Ausstauch mit dem Ausland pflegten.
Manoel de Oliveira, der 1942 mit Aniki Bóbó bereits den Neorealismus vorweggenommen hatte, drehte mit seinem Film Acto da Primavera („Akt des Frühlings“, dt. Titel: „Der Leidensweg Jesu in Curalha“) Ende der 50er einen Vorläufer des Novo Cinemas. Erst 1963 veröffentlicht, wurde Oliveira auf Grund einiger Dialoge des Films von der Geheimpolizei PIDE kurzzeitig verhaftet.

### Entstehung
Ab 1962 entwickelte sich zunehmend das Novo Cinema mit Regisseuren, die Wege abseits des traditionellen Kinos gingen. Der Begriff wurde erst im Laufe der Zeit für die portugiesischen Filme jener Epoche verwandt, auch inspiriert durch das sozialkritische brasilianische Cinema Novo. Os Verdes Anos („Grüne Jahre“) von Paulo Rocha gilt als das erste Werk eines neuen portugiesischen Films. 1963 erschienen, und mit populär gewordener Musik von Carlos Paredes, wird das Publikum hier mit den Widersprüchen zwischen moderner Konsumgesellschaft und konservativer Gesellschaft konfrontiert, mit den Problemen der eingeengten Jugend und der Ausbeutung. Der Film zeigt ein junges Liebespaar, das in der Großstadt zusammenfindet, dann aber scheitert. Er spiegelt das zwischen der hereinbrechenden Moderne und den überkommenen gesellschaftlichen Verhältnissen gefangene Portugal unter Salazar wider. Das Land des Estado Novo steht in diesen Jahren zwischen den Fronten des Kalten Krieges und nimmt den Portugiesischen Kolonialkrieg in Kauf, um jede Veränderung zu verhindern und an seinen repressiven und sozial prekären Verhältnissen festzuhalten. Diese Perspektivlosigkeit bestimmt den Film, und er wird beim Internationalen Filmfestival in Locarno 1964 mit dem Silbernen Segel ausgezeichnet. Der halbdokumentarische Film von Fernando Lopes über den Boxer Belarmino (1964) im sich verändernden Lissabon wurde ein weiterer wichtiger Film des Novo Cinema. Er wurde mit seiner Ästhetik, seiner zeitgenössischen Jazz-Filmmusik und seiner Bildsprache zwischen mondänem Lissabon der Bohème und den sozialen Problemen der zwischen Moderne und Rückschrittlichkeit gefangenen Stadt ein weiterer wegweisender Film für seine Generation.
Eine Reihe junger Regisseure, darunter Fernando Lopes und Paulo Rocha, kritisierten die Gulbenkian-Stiftung, die mit ihren umfangreichen Mitteln eine Vielzahl an kulturellen Aktivitäten im Land förderte, dabei aber das Kino und seine sich im Aufbruch befindenden Akteure weitgehend unbeachtet ließ. Seit 1961 begann die Stiftung, Auslandsstipendien im Bereich Film zu vergeben, doch die Kritik und die Forderungen der Filmschaffenden nahmen weiter zu. 1967 richtete die Stiftung eine Abteilung für Film ein, nachdem sie einer Förderungsanfrage eines Filmklubs aus Porto für eine Semana de Estudos sobre o Novo Cinema Português („Studienwoche über das Neue Portugiesische Kino“) nachkam. Vertreter der Stiftung erschienen dort und baten die versammelten Filmaktiven um konkrete Vorschläge, wie eine strukturierte Förderung der Stiftung für die heimische Kinoproduktion aus ihrer Sicht gestaltet werden könne. Die Stiftung begann danach eine intensivere Förderung der Filmproduktion im Land, insbesondere über das Centro Português de Cinema (CPC), einer 1969 gegründeten Gruppe von engagierten Filmschaffenden. Die Gulbenkian-Stiftung hatte die Gründung des CPC gefördert, um einen repräsentativen und kompetenten Ansprechpartner zu haben. Mit den so organisierten Filmschaffenden konnte sie nun ihre Filmförderung planen und an den Bedürfnissen der Akteure ausrichten.

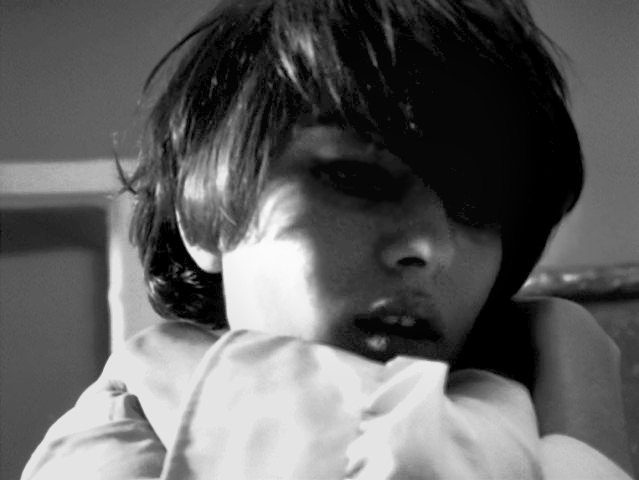
Maria Cabral in O Cerco

Der Film O Cerco („Die Umzingelung“), von António da Cunha Telles und mit Musik von António Victorino de Almeida, war 1970 ein unter Cineasten als wegweisend empfundener Film, der das Novo Cinema konsolidierte. Er wurde von der Zensur ungewöhnlich zurückhaltend beschnitten und nicht zuletzt dank seiner Hauptdarstellerin Maria Cabral auch kommerziell ein Erfolg, in Portugal wie auch in Frankreich. Der Film zeigt das Leben einer jungen Frau, die ein emanzipiertes, selbstständiges Leben anstrebt, bei aller Modernität jedoch an den starren, männerbestimmten gesellschaftlichen Verhältnissen scheitert. Der Elan des Novo Cinema drohte nach seinem ersten Enthusiasmus nachzulassen, und der Erfolg von O Cerco half maßgeblich mit, die Zuversicht der Filmschaffenden aufrechtzuerhalten, bis die von den neuen Förderungsinitiativen ermöglichten Filme abgeschlossen waren, die die neuen Filmsprachen dann weiter etablierten.
Das breite Filmkollektiv CPC, u. a. von Fernando Lopes, António da Cunha Telles, Paulo Rocha, Manoel de Oliveira, Alberto Seixas Santos, José Fonseca e Costa und Alfredo Tropa gegründet, wurde nun ein wesentlicher Motor des Novo Cinemas. Beeinflusst vom Neorealismus und besonders der Nouvelle Vague, entwickelten sie eine neue Erzählweise, die gesellschaftliche Zustände und den öffentlichen Diskurs in Frage stellte. Weiterhin eingeschränkt durch die Zensur der Estado Novo-Diktatur in Portugal, kritisierten sie die vielfältigen Missstände in Portugal filmisch, meist mit Andeutungen, Symbolen und Poesie, angetrieben von ihrer Kino-Begeisterung, die sie aus ihren Filmklubs und den Impulsen vor allem des italienischen und französischen Kinos mitbrachten.
Mit Filmen wie Uma Abelha na Chuva („Eine Biene im Regen“) von Fernando Lopes, O Recado („Die Botschaft“) von José Fonseca e Costa, oder Pedro Só (dt. „Nur Peter“) von Alfredo Tropa brachte das Novo Cinema weiter sehr verschiedene Filme hervor. Ihnen allen waren eine kritische Sichtweise und, der Zensur geschuldet, Doppeldeutigkeiten und Anspielungen eigen. Nach Gründung des staatlichen Instituto Português de Cinema („Portugiesisches Filminstitut“), dem heutigen Instituto do Cinema e do Audiovisual, verbesserten sich die finanziellen Möglichkeiten durch die gestiegenen Filmförderungen ab 1973. Die gesellschaftlichen Bedingungen und die Zensur der unterentwickelten, kriegsführenden Kolonialmacht Portugal blieben jedoch unverändert bestehen.

### Auflösung
Mit der Nelkenrevolution 1974 endete die Zensur und begann eine ideologisch turbulente Zeit in Portugal, die auch am Kino nicht spurlos vorüber ging. Nach einer Phase der Euphorie und des politischen Films kühlte das gesellschaftliche Klima ab, nachdem sich im November 1975 das eher bürgerliche Lager innerhalb der Revolutionskräfte (MFA) durchsetzte. Diese allgemeine Ernüchterung angesichts der unerfüllten Hoffnungen der Revolution stellte auch die Filmschaffenden vor neue Fragen, auch mit Blick auf das ausgebliebene Interesse breiter Bevölkerungsschichten für ihre Filme. In der sich nun verstärkenden Diskussion um die Aufgabe von Film entschieden sich unter den Novo Cinema-Regisseuren die einen für den Film als Kunst mit gesellschaftskritischer Verantwortung (u. a. Fernando Lopes, Paulo Rocha, Alberto Seixas Santos), während die anderen das Kino als ein Mittel der Unterhaltung mit Denkanstoß ansahen (António-Pedro Vasconcelos, José Fonseca e Costa, António da Cunha Telles u. a.). 1978 löste sich mit dem CPC eine wichtige Institution des Novo Cinema auf.

### Erbe
Nach Entkolonialisierung, EU-Beitritt und umfassender Demokratisierung folgten wirtschaftliche und soziale Verbesserungen, aber auch tiefgreifende gesellschaftliche Veränderungen. Die Realitäten in Portugal haben sich dabei stetig verändert, und so suchten die Filmemacher nach neuen Antworten und Filmsprachen. Die Einflüsse und Grundsätze des Novo Cinema wirkten dabei weiter, sowohl im Werk prämierter Autorenfilmer wie João Botelho oder João Canijo, als auch in den Filmen junger Regisseure wie Fernando Vendrell, Joaquim Sapinho oder João Pedro Rodrigues. Bis heute erhält sich der Portugiesische Film dadurch eine eigene Erzählweise zwischen Poesie und Kritik, gekennzeichnet durch finanziellen Mängel und künstlerische Freiheit. Sein Anspruch an Form und Inhalt, und seine unangepasste Haltung gegenüber dem kommerziellen Kino hat der zeitgenössische portugiesische Film vom Novo Cinema übernommen, und für seine aus diesem Geist entstehenden, anspruchsvollen Filme ist das Kino des Landes international bekannt.

## Die wichtigsten Filme des Novo Cinema
- 1963: Der Leidensweg Jesu in Curalha (O Acto da Primavera) (Manoel de Oliveira)
- 1963: Die grünen Jahre (Os Verdes Anos) (Paulo Rocha)
- 1964: Belarmino (Fernando Lopes)
- 1970: O Cerco (António da Cunha Telles)
- 1972: Uma Abelha na Chuva (Fernando Lopes)
- 1972: O Recado (José Fonseca e Costa)
- 1972: Pedro Só (Alfredo Tropa)
- 1973: Perdido por Cem (António-Pedro Vasconcelos)
- 1973: Sofia e a Educação Sexual (Eduardo Geada)
- 1975: Brandos Costumes (Alberto Seixas Santos)
- 1976: Trás-os-Montes (Margarida Cordeiro, António Reis)